# 신원동 (고양시)
신원동(新元洞)은 경기도 고양시 덕양구에 있는 법정동이다. 현재 원당동과 함께 행정동 원신동을 이룬다.

## 행정 개편 문제
곡릉천 주변의 북동부지역과 통일로 주변의 남서부 (신원마을)로 갈려있는데, 생활권이 불일치 하여 신원마을에서는 분동 또는 행정동 삼송동 편입을 요구중이며, 분구시 삼송동과 같은 구에 편제되어야 한다고 주장하고 있다. 이 문제로 덕양구의 분구가 연기되었다.